# Lasionycta perpura
Lasionycta perpura är en fjärilsart som beskrevs av Morrison 1875. Lasionycta perpura ingår i släktet Lasionycta och familjen nattflyn. Inga underarter finns listade i Catalogue of Life.